# Magdalena Millinger
Magdalena Millinger (* 4. August 1994) ist eine österreichische Biathletin.
Magdalena Millinger vom SC St. Ulrich gab ihr internationales Debüt bei den Juniorenweltmeisterschaften 2010 in Torsby und wurde 56. des Einzels, 70. des Sprints und an der Seite von Katharina Innerhofer und Sabrina Schnedl 12. Zwei Jahre später belegte sie in Kontiolahti Platz 41 im Einzel, wurde 47. des Sprints und 35. der Verfolgung. Bei den Olympischen Jugend-Winterspielen 2012 von Innsbruck wurde sie in der gemischten Staffel mit Julia Reisinger, Michael Pfeffer und Thorsten Bischof 13. und kam dabei im Skilanglauf zum Einsatz. Bei den Juniorenweltmeisterschaften 2013 wurde Millinger in Obertilliach einzig im Einzel eingesetzt, bei dem sie auf den 33. Platz kam.
Ihren größten Erfolg erreichte Millinger bislang national. Bei den Österreichischen Meisterschaften 2012 gewann sie mit Magdalena Fankhauser und Lisa Hauser als Vertretung des Bundeslandes Tirol den Titel im Staffelrennen.